# Ibrahim Afellay
Ibrahim Afellay (sinh ngày 2 tháng 4 năm 1986 tại Utrecht) là một cầu thủ bóng đá người Hà Lan gốc Maroc hiện đang chơi cho câu lạc bộ Stoke City. Anh từng thi đấu cho tuyển trẻ của Hà Lan và là thành viên của ĐT Hà Lan tham dự World Cup 2010 tại Nam Phi. Anh thường chơi ở vị trí tiền vệ tấn công khi còn ở câu lạc bộ PSV Eindhoven nhưng cũng có thể chơi được ở cả vị trí tiền vệ cánh nhờ vào tốc độ và khả năng kiến tạo của mình. Năm 2007, Afellay đã được trao giải thưởng Johan Cruijff cho "Cầu thủ trẻ xuất sắc nhất năm" tại Hà Lan.

## Sự nghiệp câu lạc bộ

### Khởi đầu sự nghiệp
Afellay bắt đầu sự nghiệp bóng đá của anh tại câu lạc bộ USV Elinkwijk ở Utrecht.

### PSV Eindhoven
Năm 1996 Afellay chuyển sang học viện đào tạo trẻ của PSV Eindhoven. Lần xuất hiện chính thức của Afellay cho PSV Eindhoven là vào ngày 4 tháng 2 năm 2004 trong trận đấu cúp gặp NAC Breda khi anh mới 17 tuổi. Ngày 14 tháng 2,anh có trận đấu đầu tiên tại giải Eredivisie gặp câu lạc bộ Twente. Anh đã có 3 trận thi đấu chính thức trong mùa giải 2003–04, và hơn 7 trận ở mùa giải 2004–05.

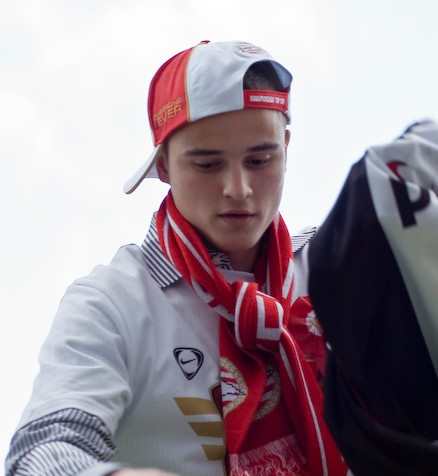
Afellay khi còn thi đấu cho PSV

Ngày 15 tháng 5 năm 2005, trong trận PSV Eindhoven tiếp Feyenoord. Afellay đã có mặt trong độ hình xuất phát và gây ấn tượng với 2 bàn thắng.
Ngày 13 tháng 9, Afellay có trận đấu đầu tiên tại Champions League gặp câu lạc bộ Schalke 04. PSV đã giành chiến thắng với tỉ số 1–0. Ngày 8 tháng 10, HLV ĐT Hà Lan Marco van Basten đã gọi Afellay lên đội tuyển quốc gia trong các trận đấu gặp Cộng hòa Séc và Macedonia, mặc dù vậy anh không được thi đấu.
Ở mùa giải 2005–06, sau sự ra đi của các cầu thủ quan trọng như Johann Vogel và Mark van Bommel, Afellay dần được thi đấu thường xuyên trong đội hình chính, và thậm chí được lựa chọn trước cho ĐTQG Hà Lan. Anh chơi tổng cộng 23 trận trong mùa giải này và có 2 lần lập công. Số bàn thắng đó còn có thể tăng cao hơn nếu anh không gặp phải những chấn thương nhỏ trong cả mùa giải

### Barcelona
Ngày 16 tháng 11 năm 2010, FC Barcelona và PSV Eindhoven đã đạt thỏa thuận về việc Afellay chuyển nhượng tới đội bóng xứ Catalan vào tháng 1 năm 2011. Afellay tới Barcelona ngày 23 tháng 12 năm 2010 để thực hiện kiểm tra y tế và hoàn thành hợp đồng. Mức phí chuyển nhượng được thông báo vào khoảng 3 triệu €.
Afellay đã ký một bản hợp đồng có thời hạn tới năm 2015 với câu lạc bộ và mang áo đấu số 20. Anh là cầu thủ người Hà Lan thứ 19 từng thi đấu cho Barcelona. Afellay có trận đấu đầu tiên vào ngày 5 tháng 1 năm 2011 khi vào sân thay David Villa ở phút thứ 89 trong trận đấu Cúp Nhà vua Tây Ban Nha gặp Athletic de Bilbao. Afellay lần đầu có mặt trong đội hình xuất phát vào ngày 19 tháng 1 năm 2011 trong trận lượt về Cúp Nhà vua Tây Ban Nha gặp câu lạc bộ Real Betis. Trận đấu kết thúc với tỉ số 3-1 nghiêng về Real Betis nhưng Barca vẫn lọt vào vòng bán kết khi thắng với tổng tỉ số 6-3. Bàn thắng đầu tiên của anh cho Barcelona là trong trận gặp câu lạc bộ UD Almeria tại Cúp Nhà vua Tây Ban Nha vào tháng 2.
Afellay có màn ra mắt cho Barça tại UEFA Champions League trong trận gặp Arsenal, và hai lần có cơ hội ghi bàn. Vào cuối giải đấu, Afellay được vào thay người ở phút 71 trong trận bán kết lượt đi UEFA Champions League gặp câu lạc bộ Real Madrid. Ở phút 76, anh đã kiến tạo cho Lionel Messi ghi bàn mở tỉ số và Barcelona đã vượt qua Madrid với tỉ số 2-0. Anh ghi bàn thắng đầu tiên tại La Liga trong trận thắng 3–1 trên sân khách trước Málaga CF vào ngày cuối cùng của mùa giải 2010–11. Anh đồng thời cũng được vào sân thay người trong trận chung kết UEFA Champions League gặp Manchester United.
Afellay bị dính chân thương dây chằng đầu gối trong một buổi tập vào tháng 9 năm 2011 và phải ngồi ngoài hơn 7 tháng. Sau khi trải qua ca phẫu thuật, anh đã mất một thời gian dài để phục hồi và vào tháng 4 năm 2012 Afellay tuyên bố rằng anh đã sẵn sàng trở lại thi đấu. Ngày 29 tháng 4, anh được vào sân ở phút thứ 71 thay cho người đồng đội Sergio Busquets trong trận đại thắng 7-0 trước Rayo Vallecano, dù phải thi đấu ở vị trí tiền vệ trung tâm,một vị trí không quen thuộc, nhưng anh vẫn gây được ấn tượng. Sau trận đấu, Afellay cho biết anh rất hạnh phúc khi quay trở lại, và anh có niềm tin vào huấn luyện viên mới của Barcelona - Tito Vilanova.

### Stoke City
Afellay chính thức thi đấu tại Premier League với điểm đến là Stoke City vào ngày 27 tháng 7 năm 2015 theo bản hợp đồng có thời hạn hai năm.

## Sự nghiệp quốc tế

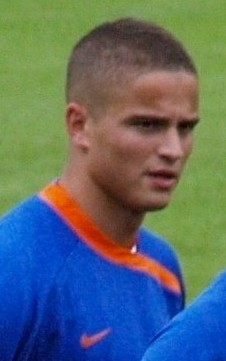
Afellay ở ĐT Hà Lan

Sau khi được cả hai huấn luyện viên của Maroc và Hà Lan lựa chọn vào ĐT, Anh đã bị rơi vào tình thế khó xử với việc thi đấu cho ĐT Maroc, bởi nguồn gốc Moroc của anh, hay là thi đấu cho ĐT Hà Lan, nơi mà anh sinh sống. Cuối cùng thì anh đã lựa chọn ĐT Hà Lan bất chấp việc phải cạnh tranh gay gắt cho vị trí ở hàng tiền vệ. Anh có trận đấu quốc tế đầu tiên tại vòng loại Euro 2008 gặp Slovenia vào ngày 28 tháng 3 năm 2007. Ngày 12 tháng 10 năm 2010 Ibrahim Afellay ghi bàn thắng quốc tế đầu tiên của mình vào lưới Thụy Điển tại Vòng loại Euro 2012.

### Euro 2008
Afellay được góp mặt trong đội hình của Marco van Basten tại Euro 2008 và thường được sử dụng trong vai trò dự bị. Chỉ vài giây sau khi vào thay Dirk Kuyt trong trận đấu vòng bảng gặp Italy Anh đã có cơ hội ghi được bàn thắng nhưng cú volley của anh, bóng lại đi vọt xà ngang. Trong trận đấu cuối vòng bảng gặp Romania, anh được trao 1 vị trí trong đội hình ra sân cùng với Arjen Robben trên hàng tiền vệ.

### World Cup 2010
Afellay là thành viên của ĐT Hà Lan tham dự World Cup 2010. Anh vào sân thay người trong 2 trận đầu của Hà Lan tại giải đấu, chiến thắng 2–0 trước Đan Mạch và chiến thắng 1–0 trước Nhật Bản và với tỉ số tương tự như vậy ở vòng 16 đội gặp Slovakia.

### Euro 2012
Ngày 12 tháng 10 năm 2010, Afellay có được bàn thắng đầu tiên cho đội tuyển Hà Lan với cú đúp trong chiến thắng 4-1 trước Thụy Điển tại vòng loại Euro 2012. Mặc dù bị dính chấn thương trong phần lớn mùa giải 2011–12, anh vẫn có tên trong đội hình tham dự Euro 2012 của Hà Lan. Ngày 2 tháng 6 năm 2012, Afellay lập cú đúp trong trận giao hữu thắng 6–0 trước Bắc Ireland, đó cũng là trận đấu cuối của Hà Lan trước khi Euro khởi tranh.
Tại giải đấu này, anh được ra sân trong hai trận đấu của Hà Lan tại vòng bảng Euro 2012 thua Đan Mạch và Đức.

### Euro 2016
Ở vòng loại Euro 2016, anh chỉ ghi được một bàn thắng trong trận Hà Lan thắng Kazakhstan với tỉ số 3–1. Tuy nhiên Hà Lan không thể góp mặt ở Euro 2016 do chỉ xếp thứ tư chung cuộc với 13 điểm, 4 trận thắng, 1 trận hòa và 5 trận thua.

## Thống kê sự nghiệp

### Câu lạc bộ
Tính đến ngày 18 tháng 4 năm 2016
| Câu lạc bộ          | Mùa giải            | Giải đấu            | Giải đấu      | Giải đấu     | Cup           | Cup          | League Cup    | League Cup   | Châu lục      | Châu lục     | Khác          | Khác         | Tổng cộng     | Tổng cộng    |
| Câu lạc bộ          | Mùa giải            | Giải đấu            | Số lần ra sân | Số bàn thắng | Số lần ra sân | Số bàn thắng | Số lần ra sân | Số bàn thắng | Số lần ra sân | Số bàn thắng | Số lần ra sân | Số bàn thắng | Số lần ra sân | Số bàn thắng |
| ------------------- | ------------------- | ------------------- | ------------- | ------------ | ------------- | ------------ | ------------- | ------------ | ------------- | ------------ | ------------- | ------------ | ------------- | ------------ |
| PSV                 | 2003–04             | Eredivisie          | 2             | 0            | 1             | 0            | —             | —            | 0             | 0            | 0             | 0            | 3             | 0            |
| PSV                 | 2004–05             | Eredivisie          | 7             | 2            | 2             | 0            | —             | —            | 0             | 0            | —             | —            | 9             | 2            |
| PSV                 | 2005–06             | Eredivisie          | 23            | 2            | 2             | 0            | —             | —            | 8             | 0            | 1             | 0            | 34            | 2            |
| PSV                 | 2006–07             | Eredivisie          | 27            | 6            | 2             | 0            | —             | —            | 5             | 0            | 0             | 0            | 34            | 6            |
| PSV                 | 2007–08             | Eredivisie          | 24            | 2            | 0             | 0            | —             | —            | 8             | 0            | 1             | 0            | 33            | 2            |
| PSV                 | 2008–09             | Eredivisie          | 28            | 13           | 1             | 0            | —             | —            | 4             | 0            | 1             | 0            | 34            | 13           |
| PSV                 | 2009–10             | Eredivisie          | 29            | 4            | 4             | 1            | —             | —            | 11            | 1            | —             | —            | 44            | 6            |
| PSV                 | 2010–11             | Eredivisie          | 19            | 6            | 1             | 0            | —             | —            | 6             | 1            | —             | —            | 26            | 7            |
| PSV                 | Tổng cộng           | Tổng cộng           | 159           | 35           | 13            | 1            | —             | —            | 42            | 2            | 3             | 0            | 217           | 38           |
| Barcelona           | 2010–11             | La Liga             | 16            | 1            | 6             | 1            | —             | —            | 6             | 0            | —             | —            | 28            | 2            |
| Barcelona           | 2011–12             | La Liga             | 4             | 0            | 0             | 0            | —             | —            | 1             | 0            | 0             | 0            | 5             | 0            |
| Barcelona           | 2013–14             | La Liga             | 1             | 0            | 1             | 0            | —             | —            | 0             | 0            | 0             | 0            | 2             | 0            |
| Barcelona           | Tổng cộng           | Tổng cộng           | 21            | 1            | 7             | 1            | —             | —            | 7             | 0            | 0             | 0            | 35            | 2            |
| Schalke 04 (mượn)   | 2012–13             | Bundesliga          | 10            | 2            | 1             | 1            | —             | —            | 4             | 1            | —             | —            | 15            | 4            |
| Olympiacos (mượn)   | 2014–15             | Super League Greece | 19            | 4            | 2             | 0            | —             | —            | 8             | 2            | —             | —            | 29            | 6            |
| Stoke City          | 2015–16             | Premier League      | 31            | 2            | 0             | 0            | 5             | 1            | —             | —            | —             | —            | 36            | 3            |
| Tổng cộng sự nghiệp | Tổng cộng sự nghiệp | Tổng cộng sự nghiệp | 240           | 44           | 23            | 3            | 5             | 1            | 61            | 5            | 3             | 0            | 332           | 53           |

### Đội tuyển quốc gia
Tính đến ngày 29 tháng 3 năm 2016
| Đội tuyển quốc gia | Năm       | Số lần ra sân | Số bàn thắng |
| ------------------ | --------- | ------------- | ------------ |
| Hà Lan             |           |               |              |
| 2007               | 1         | 0             |              |
| 2008               | 13        | 0             |              |
| 2009               | 5         | 0             |              |
| 2010               | 12        | 2             |              |
| 2011               | 5         | 1             |              |
| 2012               | 8         | 2             |              |
| 2013               | 0         | 0             |              |
| 2014               | 4         | 1             |              |
| 2015               | 3         | 0             |              |
| 2016               | 2         | 1             |              |
| Tổng cộng          | Tổng cộng | 53            | 7            |

### Bàn thắng quốc tế
| #  | Thời gian            | Địa điểm                           | Đối thủ     | Bàn thắng | Kết quả | Giải đấu            |
| -- | -------------------- | ---------------------------------- | ----------- | --------- | ------- | ------------------- |
| 1. | 12 tháng 10 năm 2010 | Amsterdam ArenA, Amsterdam, Hà Lan | Thụy Điển   | 2–0       | 4–1     | Vòng loại Euro 2012 |
| 2. | 12 tháng 10 năm 2010 | Amsterdam ArenA, Amsterdam, Hà Lan | Thụy Điển   | 4–0       | 4–1     | Vòng loại Euro 2012 |
| 3. | 25 tháng 3 năm 2011  | Puskás Ferenc, Budapest, Hungary   | Hungary     | 2–0       | 4–0     | Vòng loại Euro 2012 |
| 4. | 2 tháng 6 năm 2012   | Amsterdam ArenA, Amsterdam, Hà Lan | Bắc Ireland | 4–0       | 6–0     | Giao hữu            |
| 5. | 2 tháng 6 năm 2012   | Amsterdam ArenA, Amsterdam, Hà Lan | Bắc Ireland | 5–0       | 6–0     | Giao hữu            |
| 6. | 10 tháng 10 năm 2014 | Amsterdam ArenA, Amsterdam, Hà Lan | Kazakhstan  | 2–1       | 3–1     | Vòng loại Euro 2016 |
| 7. | 25 tháng 3 năm 2016  | Amsterdam ArenA, Amsterdam, Hà Lan | Pháp        | 2–2       | 2–3     | Giao hữu            |

## Danh hiệu

### Câu lạc bộ

#### PSV Eindhoven
- Eredivisie: 4

2004–05, 2005–06, 2006–07, 2007–08
- KNVB Cup: 1

2004–05
- Johan Cruijff Schaal: 1

2008

#### FC Barcelona
- La Liga: 1

2010–11
- UEFA Champions League: 1

2010–11
- Siêu cúp Tây Ban Nha: 1

2011
- Siêu cúp châu Âu: 1

2011
- FIFA Club World Cup: 1

2011
- Cúp Nhà vua Tây Ban Nha: 1

2011–12

### Cá nhân
- Cầu thủ trẻ xuất sắc nhất năm tại Hà Lan: 1

2007